# Stefan Schmidt (Kapitän)

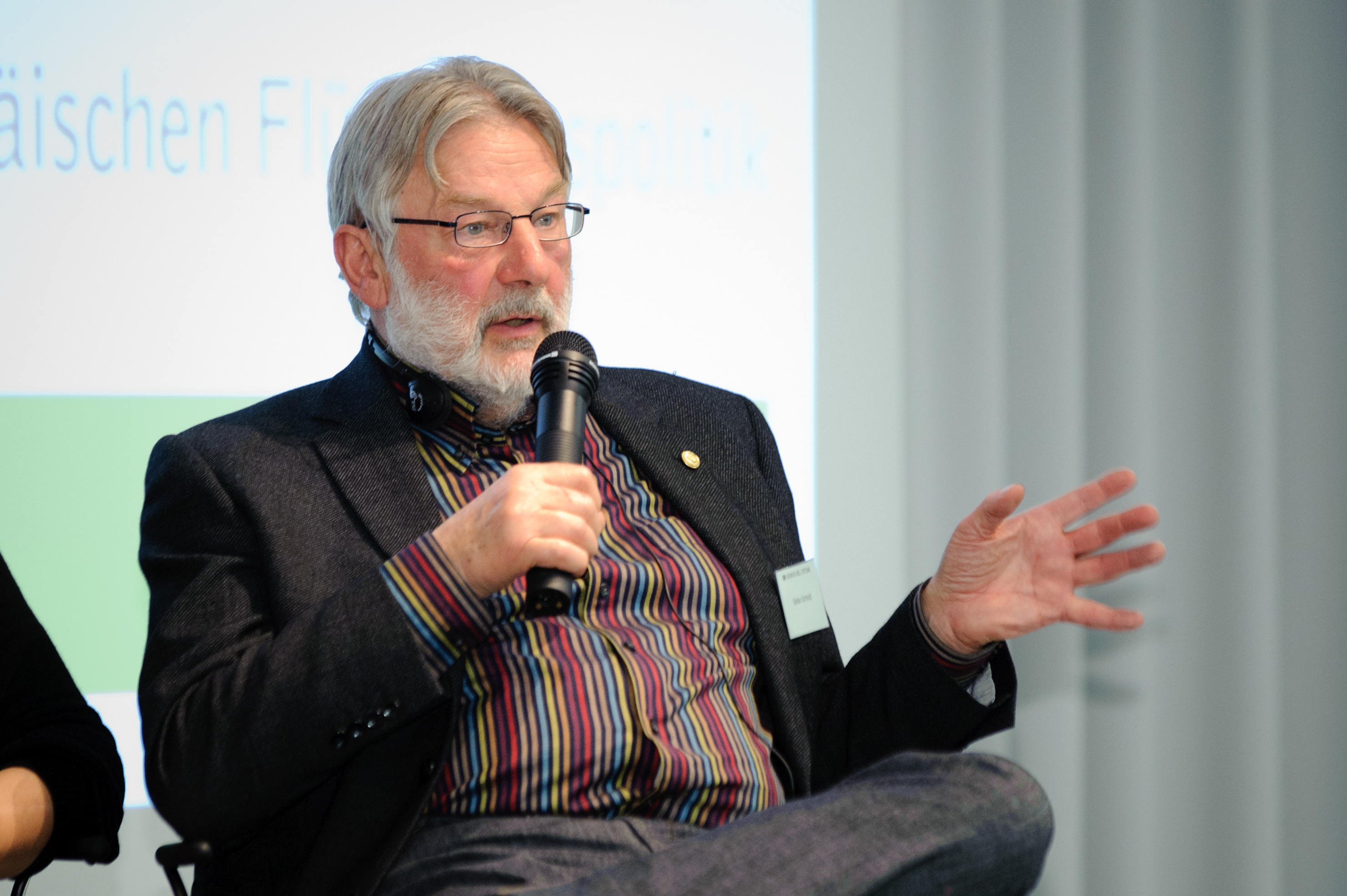
Stefan Schmidt (2011)

Stefan Schmidt (* 9. Oktober 1941 in Stettin) ist ein deutscher Kapitän. Bekannt wurde er durch die Rettung von 37 Personen aus Seenot mit dem Schiff Cap Anamur im Jahr 2004. Dafür wurde er von einem italienischen Gericht wegen Schleusung angeklagt und erst 2009 freigesprochen. Von 2011 bis 2023 war er ehrenamtlicher Flüchtlings- und Zuwanderungsbeauftragter von Schleswig-Holstein.

## Leben
Schmidt machte sein Kapitänspatent in der Seefahrtsschule in Lübeck. Wenn er nicht zu See fuhr, war er in maritimen Landstellungen unter anderem als Reedereiinspektor oder Leiter einer Seemannsschule im Südpazifik tätig. Einige Jahre vertrat er das drittkleinste Land der Erde, Tuvalu, als Honorarkonsul in Deutschland. In dieser Eigenschaft kam Schmidt mit Elias Bierdel in Kontakt, der damals Vorsitzender des „Komitee Cap Anamur“ war. Später arbeitete Stefan Schmidt als Dozent für Schiffssicherheit an der Schleswig-Holsteinischen Seemannsschule in Travemünde. Schmidt ist geschieden und Vater dreier erwachsener Söhne.
Nach eigener Aussage lebte Schmidt bis 2004 als „wenig an Politik interessierter Mensch“. 2007 gründete er zusammen mit anderen den Verein borderline-europe – Menschenrechte ohne Grenzen, um auf die Situation der Flüchtlinge an Europas Außengrenzen hinzuweisen.

## Cap Anamur
Schmidt engagierte sich bei Cap Anamur und fand für die Organisation das Schiff Andra. Unter seiner Leitung wurde es in Lübeck während drei Monaten für 1,8 Millionen Euro zu einem Hilfs- und Hospitalschiff umgebaut. Als das Schiff zu seiner ersten Reise von seinem Heimathafen Lübeck nach Afrika aufbrach, hatte er die nautische Leitung. Zwischen Lampedusa und Malta traf die Cap Anamur auf 37 teils entkräftete, dicht in ein Schlauchboot gedrängte Männer, die weder über Trinkwasser noch Nahrung verfügten. Der Motor war ausgefallen, die Kammern verloren Luft und das Boot drohte zu kentern. Schmidt nahm die Männer an Bord. Er plante, sie in den Hafen von Porto Empedocle zu bringen und sofort wieder auszulaufen.
In Porto Empedocle wurde eine erteilte Einfahrtgenehmigung ohne Begründung zurückgezogen. Mehrere Tage umkreiste das italienische Militär das Rettungsschiff. Die humanitäre Situation an Bord wurde immer dramatischer. Nach fast dreiwöchiger Blockade drohte Schmidt, einen internationalen Notfall aus der Sache zu machen und die Cap Anamur durfte daraufhin am 12. Juli 2004 in Porto Empedocle einlaufen.
Alle Schiffbrüchigen kamen in Abschiebehaft, weil sie angegeben hatten, aus dem sudanesischen Krisengebiet Darfur zu stammen. Tatsächlich stammten sie aus Nigeria, Niger und Ghana. Bis auf einen nigerianischen und einen ghanaischen Flüchtling wurden alle in ihre Heimat abgeschoben. Infolge dieser Aktion wählte Cap Anamur seinen ersten Vorsitzenden Elias Bierdel ab. 
Das Schiff Cap Anamur wurde von den italienischen Behörden beschlagnahmt, erst nach Monaten wieder freigegeben und später wieder als Frachtschiff eingesetzt. Der damalige deutsche Innenminister Otto Schily und sein italienischer Kollege Bepe Pisanu erklärten, es gelte, einen „gefährlichen Präzedenzfall“ zu verhindern.
Schmidt, der Leiter der Organisation Bierdel und Schmidts Erster Offizier Daschkewitsch wurden wegen Beihilfe zur illegalen Einreise festgenommen, kamen jedoch am 16. Juli 2004 wieder frei. 
In Deutschland wurde Schmidt und Bierdel vorgeworfen, sie hätten die Rettung als Medienspektakel inszeniert und sich daran bereichern wollen. Schmidt wies das von sich und sagte, dass für die Anwaltskosten, die die Hilfsorganisation nun übernahm, woanders Menschen hätten gerettet werden können.
Erst am 7. Oktober 2009 wurden Schmidt, Bierdel und Daschkewitsch von einem sizilianischen Gericht endgültig freigesprochen.

## Flüchtlingsbeauftragter
Der Schleswig-Holsteinische Landtag sprach Stefan Schmidt einstimmig 2011 das Amt des Landesflüchtlings- und Zuwanderungsbeauftragten zu. Er löste Wulf Jöhnk ab, der das Amt seit 2004 innehatte. Im Oktober 2017 wurde Schmidt für weitere 6 Jahre gewählt.

## Ehrungen
- Stefan Schmidt wurde 2006 mit dem Menschenrechtspreis der Stiftung ProAsyl ausgezeichnet. „Dabei habe ich nur meine Pflicht getan …Von Anfang bis Ende. … Hätte ich die Männer nicht gerettet, wäre das unterlassene Hilfeleistung gewesen“, sagte Schmidt bei der Preisverleihung.[6][7]
- 8. November 2007 Georg-Elser-Preis an Elias Bierdel. Stefan Schmidt mit bei der Preisverleihung[8]
- Am 13. Dezember 2009 wurde Stefan Schmidt in Berlin mit der Carl-von-Ossietzky-Medaille der Internationalen Liga für Menschenrechte ausgezeichnet.[9][10]
- Seine ehemalige Schwiegertochter, die Liedermacherin Sarah Lesch, schrieb über ihn das Lied Der Kapitän.
- 2022 wurde ihm das Bundesverdienstkreuz am Bande verliehen[11]